# Fu Xi
Fu Xi o Fuxi (伏羲T, Fú XīP, Fu HsiW, altro nome: T'ai Hao) fu uno dei tre mitici sovrani cinesi detti "i tre augusti", vissuto, secondo la tradizione, tra il 2952 e il 2836 a.C.
Si tramanda che avesse quattro occhi e una coda di serpente; veniva rappresentato sempre allacciato, tramite la coda, alla sorella Nüwa, che prese in sposa, lei con un compasso, lui con una squadra in mano; i due strumenti indicano che i due sovrani inventarono norme, regole e standard.
Difatti Fu Xi è considerato il primo eroe civilizzatore cinese, in quanto a lui vengono attribuite l'invenzione del sistema divinatorio Yi Jing, della metallurgia, della scrittura e del calendario, oltre a essere stato anche l'iniziatore di varie attività umane, tra cui l'allevamento degli animali, la pesca, la caccia e la musica. Viene ricordato anche per il suo celebre diagramma, detto diagramma di Fu Xi.